# 莫维莱尔圣萨蒂南
莫维莱尔圣萨蒂南（法語：Morvillers-Saint-Saturnin）是法国皮卡第大区索姆省的一个市镇，属于亚眠区皮卡第地区普瓦县。该市镇2009年时的人口为406人。

## 人口
莫维莱尔圣萨蒂南人口变化图示
| 数据来源：INSEE |